# Combat de Shipu
Guerre franco-chinoise
Batailles
- Expédition du Tonkin
- Sontay
- Bac Ninh
- Bac Le
- Fuzhou
- Keelung
- Tamsui
- Kep
- Shipu
- Zhenhai
- Lang Son (1re)
- Nui Bop
- Tuyen Quang
- Yu Oc
- Hoa Moc
- Phu Lam Tao
- Bang Bo
- 2e Lang Son
- Pescadores

Le combat de Shipu (en chinois 石浦沉船事件) est un engagement naval survenu dans la nuit du 14 au 15 février 1885, dans la baie de Shipu (Zhejiang, Chine) dans le cadre de la guerre franco-chinoise de 1883-1885.

## La bataille

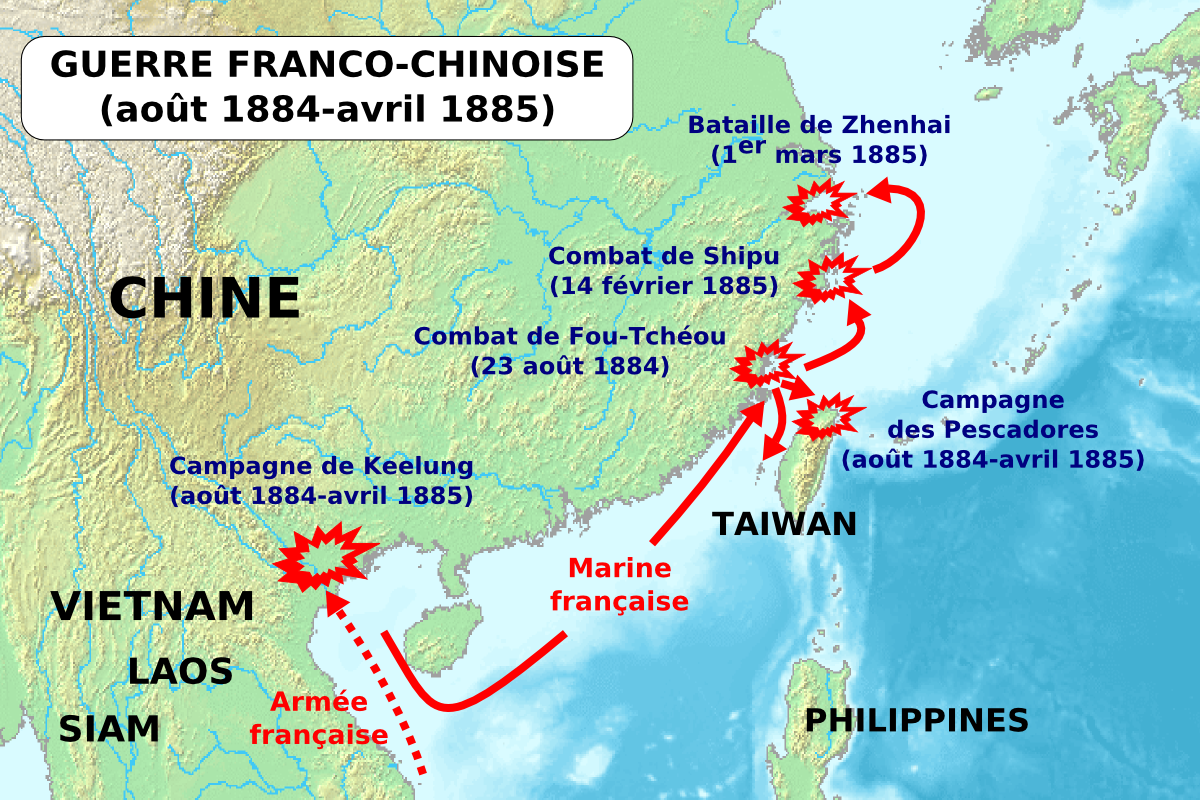
Les différents affrontements qui ont lieu pendant le conflit.

Lors de la bataille de Fuzhou, l'escadre d'Extrême-Orient de la marine française de l'amiral Amédée Courbet ayant détruit la plus grande partie de la flotte de l'Empire chinois, celle-ci ne possédait plus que cinq grandes unités : trois croiseurs modernes et rapides construits en Allemagne et deux frégates plus lentes, la Yuyuan et la Chengqing de la flotte de Nanyang (en). Ces bâtiments mouillaient à Shanghai et étaient totalement inaccessibles à leurs adversaires.
À la fin de janvier 1885, l'amiral Amédée Courbet ayant appris que ces navires avaient pris la mer, décida de se lancer à leur poursuite. Le 11 février, les vaisseaux chinois sont aperçus, cinglant vers la baie de Shipu.
Il apparait très vite que les trois croiseurs étaient plus rapides que les navires français ; en revanche, il n'en était pas de même pour les frégates. Elles se réfugièrent dans la baie, protégée par des batteries d'artillerie alors que les croiseurs continuaient leur route.
Courbet prend la décision d'attaquer.

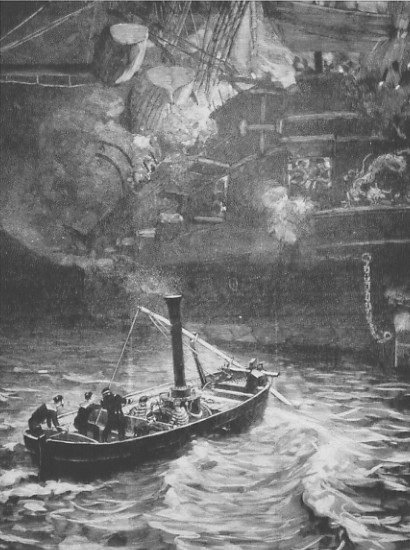
Représentation de l'attaque à la torpille contre la frégate chinoise Yuyuan le 14 février 1885.

Dans la nuit du 14 au 15 février, deux canots à vapeur armés de torpilles, respectivement commandés par le capitaine de frégate Palma Gourdon, commandant en second du Bayard et chef de cette expédition, et par le lieutenant de vaisseau Émile Duboc, quittent le Bayard, navire amiral de la flotte française et s'engagent dans la baie, guidés un temps par la vedette et la baleinière du Bayard. À 3 h 30 du matin, ils lancent leurs torpilles sur la Yuyuan qui, touchée, riposte de toutes ses pièces. Elle manque les assaillants, mais atteint en revanche la Chengqing, qui lui réplique. Les canons chinois terminent ce que les Français ont commencé et les deux frégates s'entre-détruisent et coulent, tandis que les batteries terrestres ouvrent le feu sur tout le monde.
Le succès est total pour les attaquants qui ne déplorent qu'un mort lors du combat.

## Navires français présents à Shipu

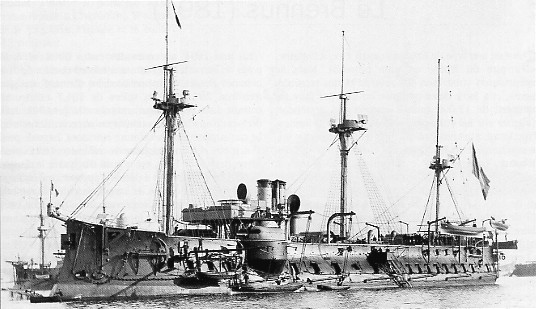
Le Bayard, navire amiral de l'escadre française.
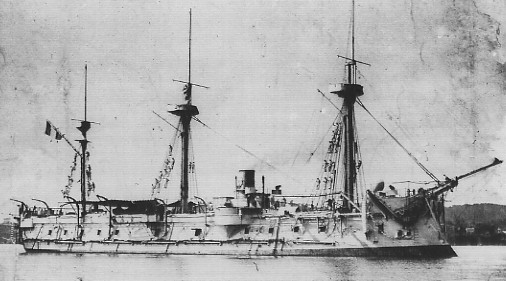
La Triomphante
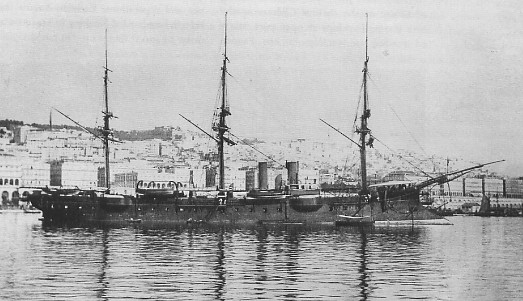
Le Duguay-Trouin
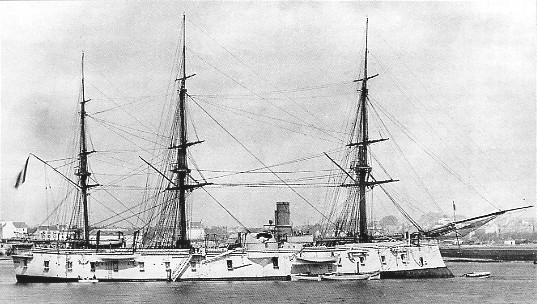
La Galissonnière

### Sources et bibliographie
- Étienne Taillemite, Histoire ignorée de la marine française, Paris, Perrin, coll. « Pour l'histoire », 2003, 460 p. (ISBN 978-2-262-02050-7)
- Michel Vergé-Franceschi (dir.), Dictionnaire d'Histoire maritime, éditions Robert Laffont, coll. « Bouquins », 2002
- Jean Meyer et Martine Acerra, Histoire de la marine française : des origines à nos jours, Rennes, Ouest-France, 1994, 427 p. [détail de l’édition] (ISBN 2-7373-1129-2, BNF 35734655)
- Rémi Monaque, Une histoire de la marine de guerre française, Paris, éditions Perrin, 2016, 526 p. (ISBN 978-2-262-03715-4)
- Émile Duboc, L'Affaire De Sheï-Poo, Henri Gautier éditeur, Paris - Bibliothèque De Souvenirs & Récits Militaires, no 63
- Paul Chack, Marins de ma bordée, chapitre 3, Éditions de France, Paris, 1942